# Yuki Kobori
Yuki Kobori, född 25 november 1993 i Tokyo, Japan, är en japansk simmare. Vid sitt andra OS ingick Kobori i det japanska lag som vann brons på 4x200 meter frisim, vilket skedde under de olympiska simtävlingarna i Rio de Janeiro 2016. Senare samma säsong vann han ännu ett mästerskapsbrons med det japanska laget på samma distans, denna gång under världsmästerskapen i kortbanesimning.